# Герои Социалистического Труда Иркутской области

В настоящий список включены:
- лица, удостоенные звания Героя Социалистического Труда, которые проживали на момент присвоения звания в Иркутской области — 154 человека;
- уроженцы Иркутской области, удостоенные звания Героя Социалистического Труда в других регионах СССР — 37 человек, в том числе один дважды Герой Социалистического Труда;
- Герои Социалистического Труда, прибывшие на постоянное проживание в Иркутскую область — 3 человека.

В таблицах отображены фамилия, имя и отчество Героев, должность и место работы на момент присвоения звания, дата Указа Президиума Верховного Совета СССР, отрасль народного хозяйства, а также ссылка на биографическую статью на сайте «Герои страны». Формат таблиц предусматривает возможность сортировки по указанным параметрам путём нажатия на стрелку в нужной графе.

## Лица, удостоенные звания Героя Социалистического Труда в Иркутской области

## Уроженцы Иркутской области, удостоенные звания Героя Социалистического Труда в других регионах СССР
| № | Фамилия, имя, отчество | Годы жизни              | Деятельность                                                                                | Дата награждения      | Отрасль        | ГС       |
| - | ---------------------- | ----------------------- | ------------------------------------------------------------------------------------------- | --------------------- | -------------- | -------- |
| 1 | Янгель Михаил Кузьмич  | 07.11.1911 — 25.10.1971 | Главный конструктор ОКБ-586 Министерства оборонной промышленности СССР, гор. Днепропетровск | 26.06.1959 17.06.1961 | машиностроение | [ ГС 1 ] |

| №  | Фамилия, имя, отчество           | Годы жизни              | Деятельность | Дата награждения | Отрасль               | ГС        |
| -- | -------------------------------- | ----------------------- | --- | ---------------- | --------------------- | --------- |
| 1  | Баранов Тимофей Владимирович     | 1917 — ????             | Старший механик Больше-Уринской МТС Канского района Красноярского края | 07.01.1948       | сельское хозяйство    |           |
| 2  | Бологов Борис Фёдорович          | 20.07.1927 — 07.02.2009 | Горнорабочий очистного забоя Букачачинского шахтоуправления комбината «Востсибуголь» Министерства угольной промышленности СССР, Читинская область                                                                               | 30.03.1971       | углепром              | [ ГС 2 ]  |
| 3  | Бричик Пётр Леонтьевич           | 15.07.1920 — 10.04.1996 | Машинист экскаватора строительно-монтажного управления № 5 треста «Союзпроводмеханизация» Министерства газовой промышленности СССР, Куйбышевская область                                                                        | 14.10.1967       | нефтегазпром          | [ ГС 3 ]  |
| 4  | Буянов Михаил Иванович           | род. 04.11.1937         | Бригадир слесарей-монтажников комсомольско-молодёжного монтажного управления № 1 объединения «Сибкомплектмонтаж» Министерства строительства предприятий нефтяной и газовой промышленности СССР, гор. Тюмень                     | 02.03.1981       | строительство         | [ ГС 4 ]  |
| 5  | Вагин Иван Алексеевич            | 18.01.1906 — 17.06.1982 | Первый секретарь Шилкинского райкома КПСС, Читинская область | 14.12.1957       | госуправление         | [ ГС 5 ]  |
| 6  | Горбунов Леонтий Герасимович     | 06.02.1917 — 2008       | Проходчик Сангарского рудника Якутского совнархоза | 01.10.1957       | углепром              | [ ГС 6 ]  |
| 7  | Евсеев Иван Иванович             | род. 1926               | Бригадир комплексной бригады управления строительства Зейской ГЭС Министерства энергетики и электрификации СССР, Амурская область                                                                                               | 20.04.1971       | энергетика            | [ ГС 7 ]  |
| 8  | Ежевский Александр Александрович | 03.11.1915 — 15.01.2017 | Министр тракторного и сельскохозяйственного машиностроения СССР, гор. Москва | 01.11.1985       | машиностроение        | [ ГС 8 ]  |
| 9  | Зуев Владимир Евсеевич           | 29.01.1925 — 06.06.2003 | Директор Института оптики атмосферы Сибирского отделения Академии наук СССР, академик АН СССР, Томская область | 28.01.1985       | наука                 | [ ГС 9 ]  |
| 10 | Каладюк Анатолий Аверьянович     | 30.10.1912 — 29.06.1974 | Директор прииска имени Гастелло Тенькинского горнопромышленного управления Министерства цветной металлургии СССР, Магаданская область                                                                                           | 20.05.1966       | металлургия           | [ ГС 10 ] |
| 11 | Камов Николай Ильич              | 14.09.1902 — 24.11.1973 | Главный конструктор Опытного конструкторского бюро вертолётостроения № 2, Московская область | 13.09.1972       | машиностроение        | [ ГС 11 ] |
| 12 | Максвитис Франц Иосифович        | 13.03.1908 — 28.06.1949 | Командир 14-го отдельного восстановительного железнодорожного батальона 6-й железнодорожной бригады, подполковник | 05.11.1943       | транспорт             | [ ГС 12 ] |
| 13 | Метляев Василий Кириллович       | 14.01.1924 — 01.07.2014 | Первый секретарь Бериславского райкома Компартии Украины, Херсонская область | 22.12.1977       | госуправление         | [ ГС 13 ] |
| 14 | Мещеряков Георгий Васильевич     | род. 16.04.1931         | Капитан-директор большого морозильного рыболовного траулера «Узбекистан» Управления тралового и рефрижераторного флота Министерства рыбного хозяйства СССР, Камчатская область                                                  | 07.07.1966       | рыбхоз                | [ ГС 14 ] |
| 15 | Миль Михаил Леонтьевич           | 22.11.1909 — 31.01.1970 | Генеральный конструктор Опытного конструкторского бюро по вертолётостроению Министерства авиационной промышленности СССР, Московская область                                                                                    | 22.07.1966       | машиностроение        | [ ГС 15 ] |
| 16 | Михеев Виктор Ефимович           | род. 1930               | Тракторист Зиянчуринской МТС Зиянчуринского района Чкаловской области | 11.01.1957       | сельское хозяйство    | [ ГС 16 ] |
| 17 | Окладников Алексей Павлович      | 03.10.1908 — 18.11.1981 | Директор Института истории, филологии и философии Сибирского отделения Академии наук СССР, академик АН СССР, гор. Новосибирск                                                                                                   | 02.10.1978       | наука                 | [ ГС 17 ] |
| 18 | Онихимовский Вадим Викторович    | 15.01.1914 — 15.07.2001 | Главный геолог Комсомольской геологической экспедиции Дальневосточного геологического управления Главного управления геологии и охраны недр при Совете Министров РСФСР, Хабаровский край                                        | 29.04.1963       | геология              | [ ГС 18 ] |
| 19 | Оширов Анисим Николаевич         | 1926 — 05.08.1993       | Электрослесарь Улан-Удэнского паровозо-вагонного завода Министерства путей сообщения СССР, Бурятская АССР | 01.08.1959       | транспорт             | [ ГС 19 ] |
| 20 | Писарев Виктор Евграфович        | 11.11.1882 — 05.04.1972 | Заведующий лабораторией селекции яровых зерновых культур Научно-исследовательского института сельского хозяйства центральных районов Нечернозёмной полосы, профессор, Московская область                                        | 21.12.1962       | наука                 | [ ГС 20 ] |
| 21 | Поливщуков Владимир Валентинович | 30.12.1927 — 09.12.1996 | Бригадир электросварщиков строительного управления основных сооружений № 1 Красноярскгэсстроя Министерства энергетики и электрификации СССР, Красноярский край                                                                  | 16.10.1979       | энергетика            | [ ГС 21 ] |
| 22 | Поляков Александр Миронович      | 26.08.1918 — 19.10.2008 | Бригадир строительной комплексной бригады Анжерского строительного управления треста «Кемеровшахтострой» комбината «Кузбассшахтострой» Министерства строительства предприятий угольной промышленности СССР, Кемеровская область | 26.04.1957       | углепром              | [ ГС 22 ] |
| 23 | Попов Михаил Александрович       | род. 17.05.1931         | Старший плавильщик медного завода Норильского горнометаллургического комбината имени А. П. Завенягина Министерства цветной металлургии СССР, Красноярский край                                                                  | 30.03.1971       | металлургия           | [ ГС 23 ] |
| 24 | Потапов Леонид Александрович     | 24.11.1928 — 30.08.1982 | Бригадир совхоза «Искра» Октябрьского района Кустанайской области | 11.01.1957       | сельское хозяйство    | [ ГС 24 ] |
| 25 | Салов Евгений Михайлович         | 08.09.1911 — 20.04.1994 | Директор Кузнецкого металлургического комбината имени В. И. Ленина Министерства чёрной металлургии СССР, Кемеровская область | 30.03.1971       | металлургия           | [ ГС 25 ] |
| 26 | Сац Наталия Ильинична            | 27.08.1903 — 18.12.1993 | Главный режиссёр — директор Московского государственного детского музыкального театра, народная артистка СССР | 26.08.1983       | культура              | [ ГС 26 ] |
| 27 | Сидорова Лидия Ивановна          | род. 10.1938            | Бригадир штукатуров-маляров треста «Приаргунстрой» Министерства среднего машиностроения СССР, Читинская область | 16.01.1974       | строительство         | [ ГС 27 ] |
| 28 | Смыков Андрей Ефимович           | 16.01.1908 — ????       | Навалоотбойщик шахты № 3 комбината «Красноярскуголь» Министерства угольной промышленности восточных районов СССР, Красноярский край                                                                                             | 28.08.1948       | углепром              | [ ГС 28 ] |
| 29 | Соболев Леонид Сергеевич         | 21.07.1898 — 17.02.1971 | Первый секретарь Союза писателей РСФСР, гор. Москва | 19.07.1968       | культура              | [ ГС 29 ] |
| 30 | Сыцко Анатолий Викторович        | 05.04.1913 — 29.09.1984 | Управляющий трестом «Сталинскпромстрой» Кемеровского совнархоза | 09.08.1958       | строительство         | [ ГС 30 ] |
| 31 | Тадвашкина Надежда Лазаревна     | 22.04.1931 — 15.07.2010 | Доярка совхоза «Селенгинский» Селенгинского района Бурятской АССР | 08.04.1971       | сельское хозяйство    | [ ГС 31 ] |
| 32 | Ткаченко Павел Васильевич        | 1906 — ????             | Председатель колхоза имени Дзержинского Боградского района Хакасской автономной области | 11.01.1957       | сельское хозяйство    | [ ГС 32 ] |
| 33 | Тумурова Дарья Касьяновна        | род. 10.06.1924         | Мотальщица Улан-Удэнской тонкосуконной фабрики имени 25-летия Бурятской АССР Министерства лёгкой промышленности РСФСР, Бурятская АССР                                                                                           | 05.04.1971       | лёгкая промышленность | [ ГС 33 ] |
| 34 | Фомин Иван Григорьевич           | 1907 — ????             | Бригадир тракторной бригады Хакасской МТС Усть-Абаканского района Хакасской автономной области | 07.01.1948       | сельское хозяйство    |           |
| 35 | Черепанов Михаил Ильич           | 29.09.1929 — 03.10.1984 | Машинист электровоза локомотивного депо Свердловск-Сортировочный Свердловской железной дороги | 02.04.1981       | транспорт             | [ ГС 34 ] |
| 36 | Шишлянников Михаил Осипович      | 04.03.1908 — ????       | Драгер прииска «Ленинский» треста «Якутзолото», Якутская АССР | 01.10.1957       | металлургия           | [ ГС 35 ] |

## Герои Социалистического Труда, прибывшие в Иркутскую область на постоянное проживание из других регионов СССР
| № | Фамилия, имя, отчество      | Даты жизни           | Деятельность | Дата присвоения | Отрасль            | ГС       |
| - | --------------------------- | -------------------- | --- | --------------- | ------------------ | -------- |
| 1 | Блюнская Анастасия Павловна | 1925 — 03.02.2008    | Звеньевая колхоза «Анжерский» Министерства совхозов СССР, Анжеро-Судженский район Кемеровской области | 03.07.1950      | сельское хозяйство | [ ГС 1 ] |
| 2 | Викулов Владимир Степанович | 07.05.1938 — 03.2021 | Бывший управляющий трестом «Запсибэнергострой» Министерства энергетики и электрификации СССР, Ханты-Мансийский автономный округ, ныне генеральный директор Государственного производственного объединения «Братскгэсстрой» Минэнерго СССР, Иркутская область | 14.08.1990      | энергетика         | [ ГС 2 ] |
| 3 | Сибиряк Иван Петрович       | род. 01.11.1932      | Тракторист совхоза «Чистопольский» Чистопольского района Кокчетавской области | 19.04.1967      | сельское хозяйство | [ ГС 3 ] |